# Осинове
Осино́ве — село в Україні, у Новопсковській селищній громаді Старобільського району Луганської області. Населення — 2240 осіб. Відстань до колишнього райцентру становить 2 км.

## Історія
Виникло село у 1643 році і входило до Острогожського полку. Його населення займалося залізоплавильним виробництвом. 
Назва населеного пункту походить від назви балки — Осиновий Яр.
Поблизу села знайдено 3 могильники з 12 курганами та кам'яну половецьку бабу, що свідчить про давнє заселення місцевості.
Село засновано в першій половині XVII століття, як козацьке військове містечко. Перша письмова згадка про поселення датується 1637 роком. Першими мешканцями Осинового були донські козаки та селяни-втікачі з центральних губерній Російської імперії. Відомо також, що згодом декілька осинівських родин переселилися за річку Кам'янку, де разом з іншими переселенцями заснували слободу Закам'янку.
1708 року село було знищене царськими військами через підтримку населенням бунту Кіндрата Булавіна. Повторне заселення місцевості відбувалося в 1730-х роках селянами з Правобережжя та козаками Острогозького та Слобідського полків.
Населення Осинового в другій половині XIX століття становило 5 тис. осіб.
Восени 1921 року під селом спалахнув бій між підрозділами ЧК і повстанським загоном. Основні сили селян були знищені, а отамана Івана Каменюку, який вважався найбільшою загрозою більшовиків у краї, убили. Відтак повстанський рух на півночі Луганщині був розгромлений.
Село постраждало внаслідок геноциду українського народу, вчиненого урядом СССР у 1932—1933 роках, кількість встановлених жертв — 359 людей.
Окуповане російськими військами з лютого 2022 року під час повномасштабного вторгнення.

Церква Михаїла (1789), зруйнована у XX ст.
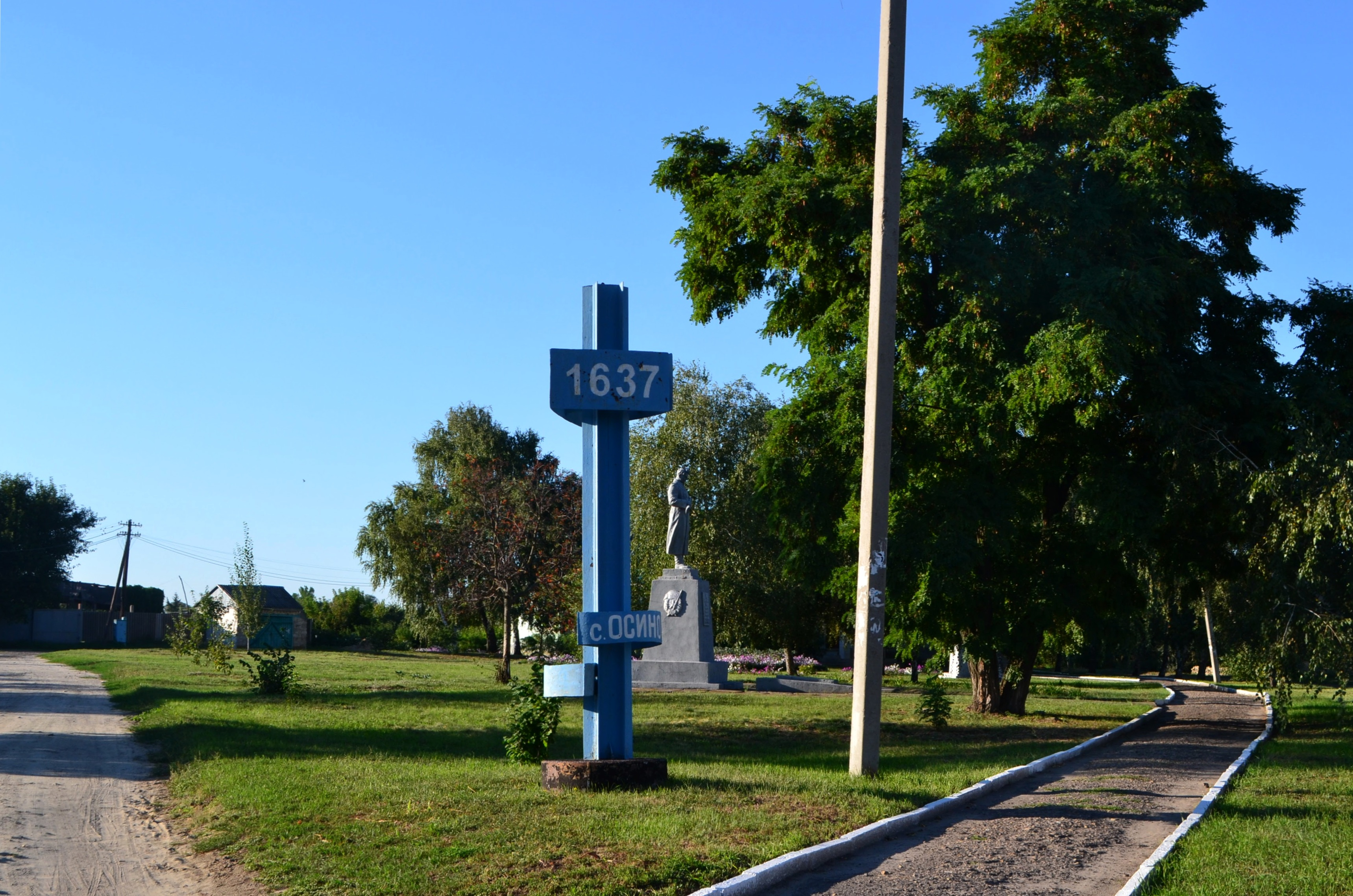
Знак про рік заснування (1637)
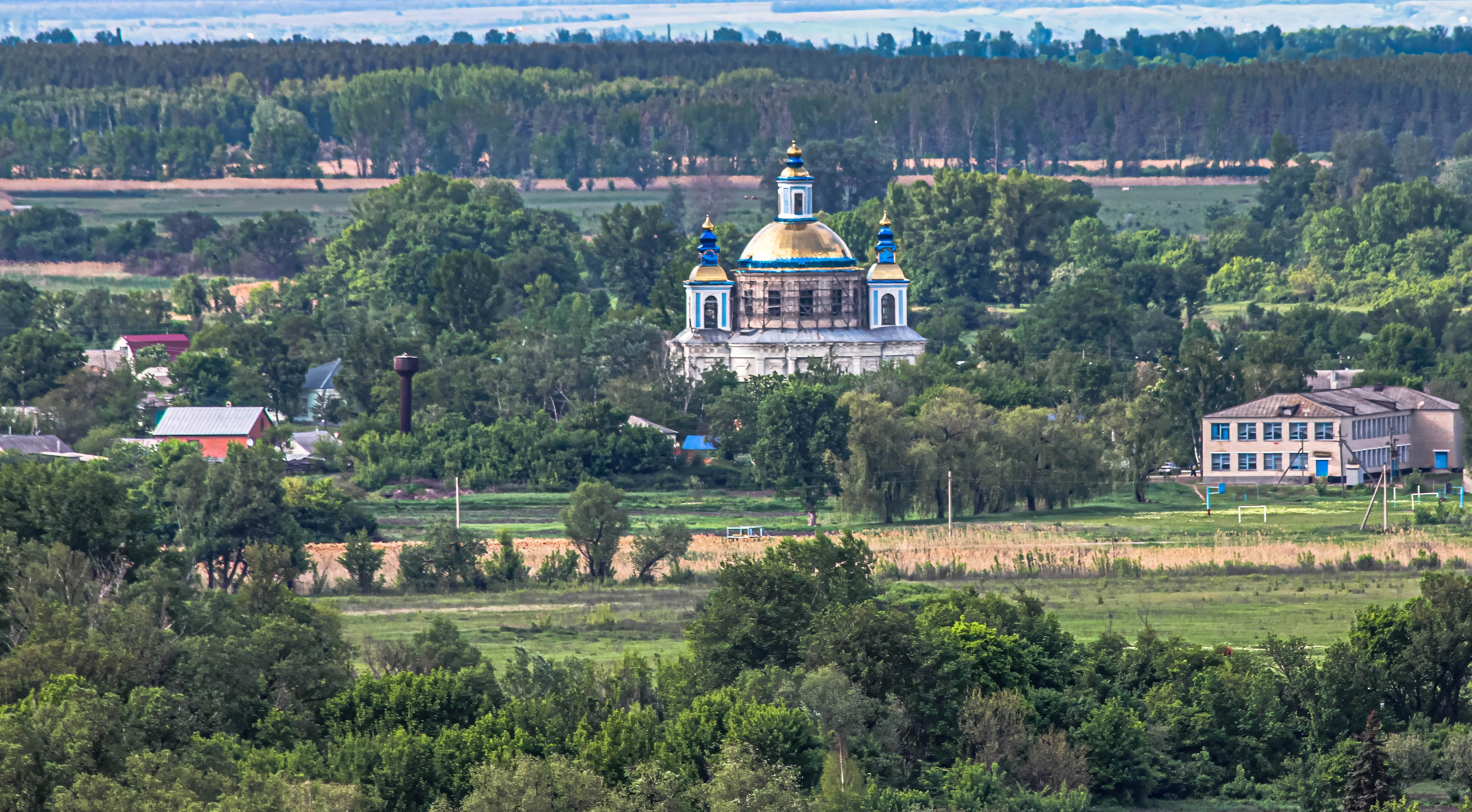
Панорама села (2016)

## Успенська церква
Визначною пам'яткою села є Успенська церква, збудована в 1802 році. Будівля церкви гармонічно поєднує в собі елементи бароко та класицизму. Розписи церкви датуються XIX століттям.
Осинівська Успенська церква є пам'яткою архітектури національного значення (охоронний номер 120018). Вважається, що до наших часів збереглися лише дві аналогічні споруди: одна в Москві, друга в Острогозьку Воронезької області.
За легендою церкву відвідували український філософ Григорій Сковорода, поет-декабрист Кіндрат Рилєєв, святий Дмитро Горський.

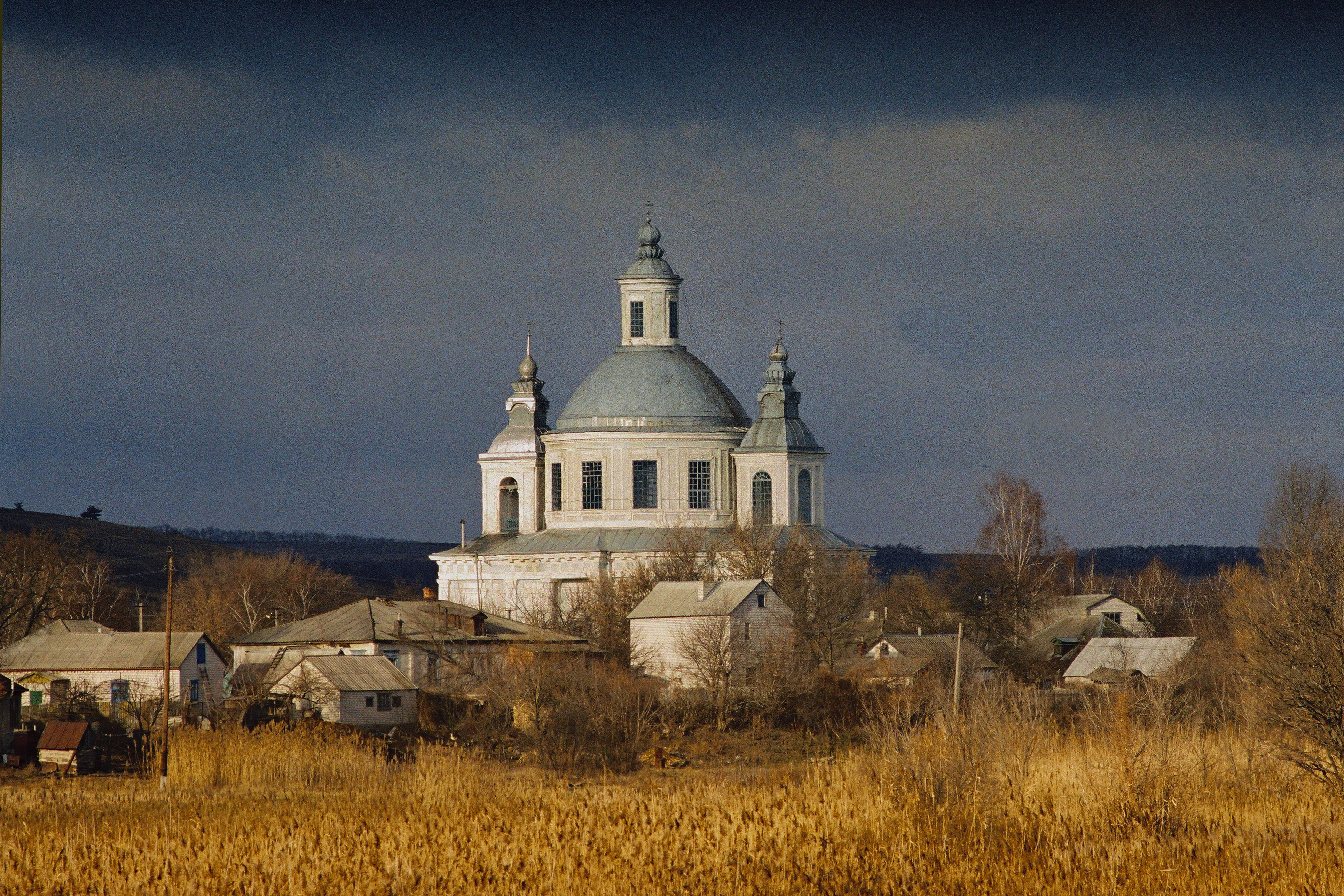
2007 рік
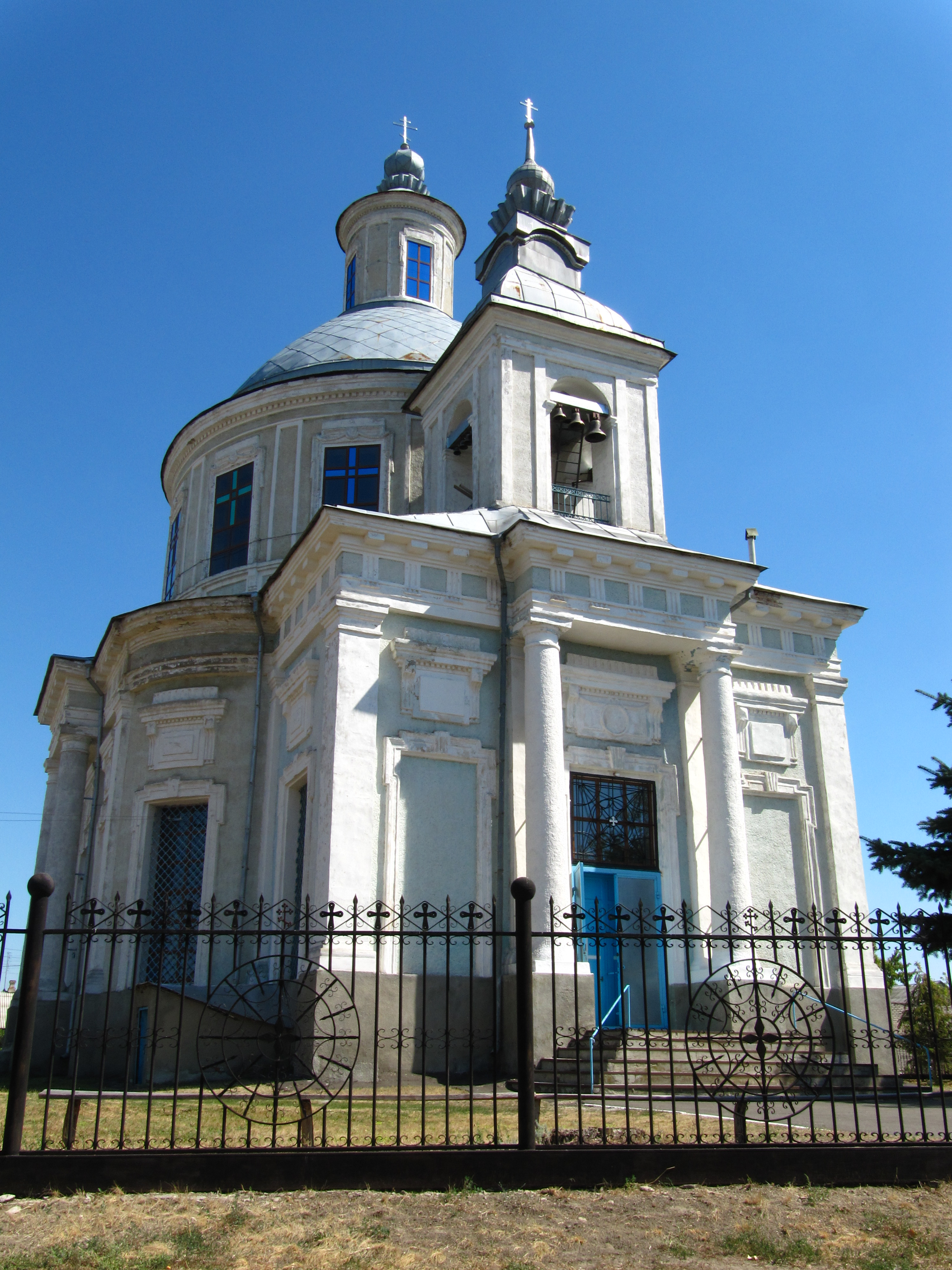
Серпень 2010
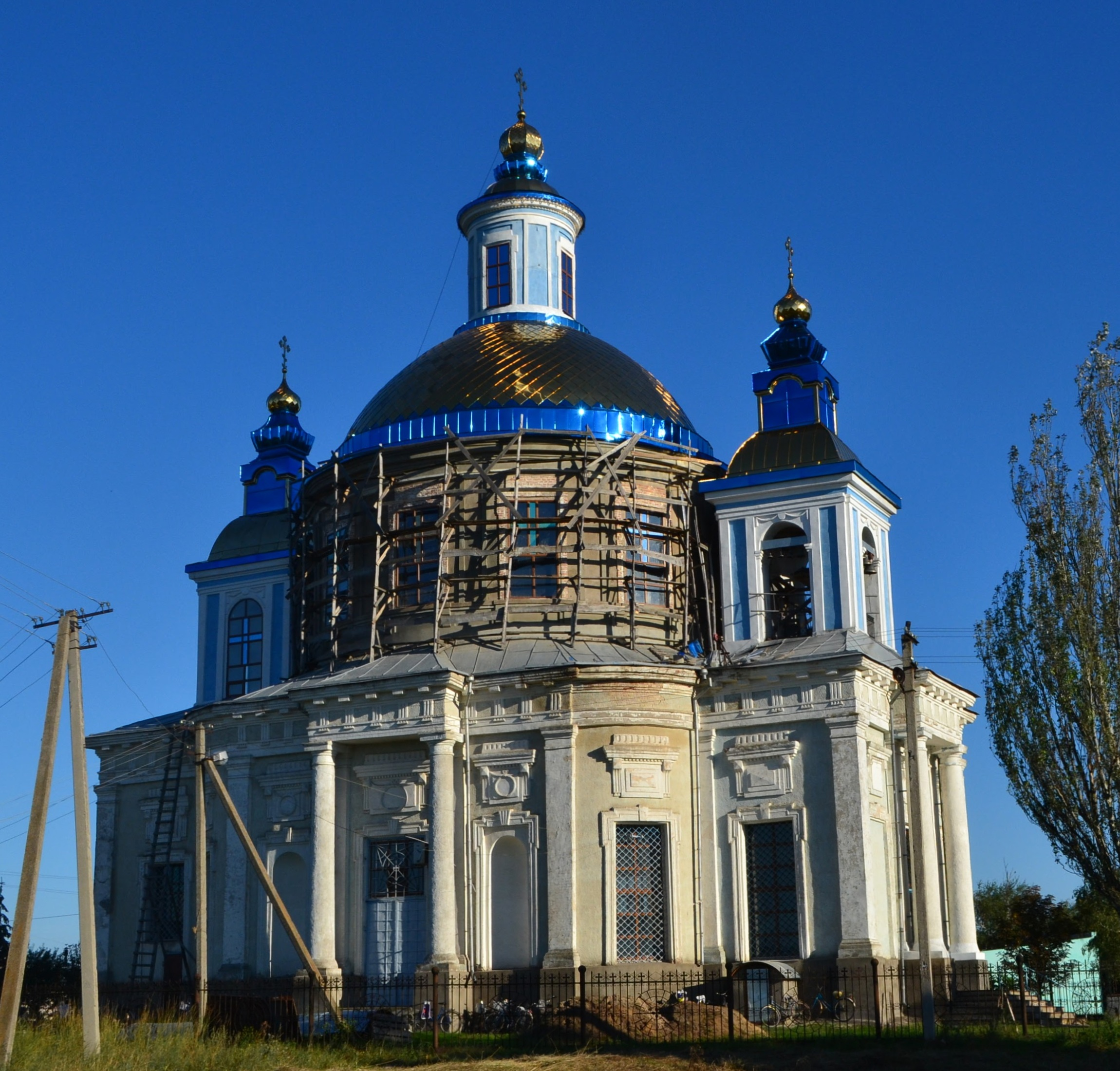
Серпень 2016

## Пам'ятки
На західній околиці села є геологічна пам'ятка природи місцевого значення — Осинівські піщаники.
Окрім Успенської церкви є ще інші об'єкти культурної спадщини:
- Курганна група III тис. до н. е. — поч. II тис. н. е. за 2,2 км на південний захід від села (пам'ятка археології місцевого значення, охоронний номер 140567-Лг);
- Курганна група III тис. до н. е. — поч. II тис. н. е. за 1,5 км на південний захід від села (пам'ятка археології місцевого значення, охоронний номер 140568-Лг);
- Курганна група III тис. до н. е. — поч. II тис. н. е. за 600 м на південь—південний захід від села (пам'ятка археології місцевого значення, охоронний номер 140569-Лг);
- Братська могила борців за встановлення радянської влади 1919 року (пам'ятка історії місцевого значення, охоронний номер 1119);
- Братська могила радянських воїнів та пам'ятний знак на честь воїнів-односельців, які загинули у роки Другої світової війни (пам'ятка історії місцевого значення, охоронний номер 1120);
- Братська могила радянських воїнів та пам'ятний знак на честь воїнів-односельців, які загинули у роки Другої світової війни, розташована біля клубу ((пам'ятка історії місцевого значення, охоронний номер 1121).

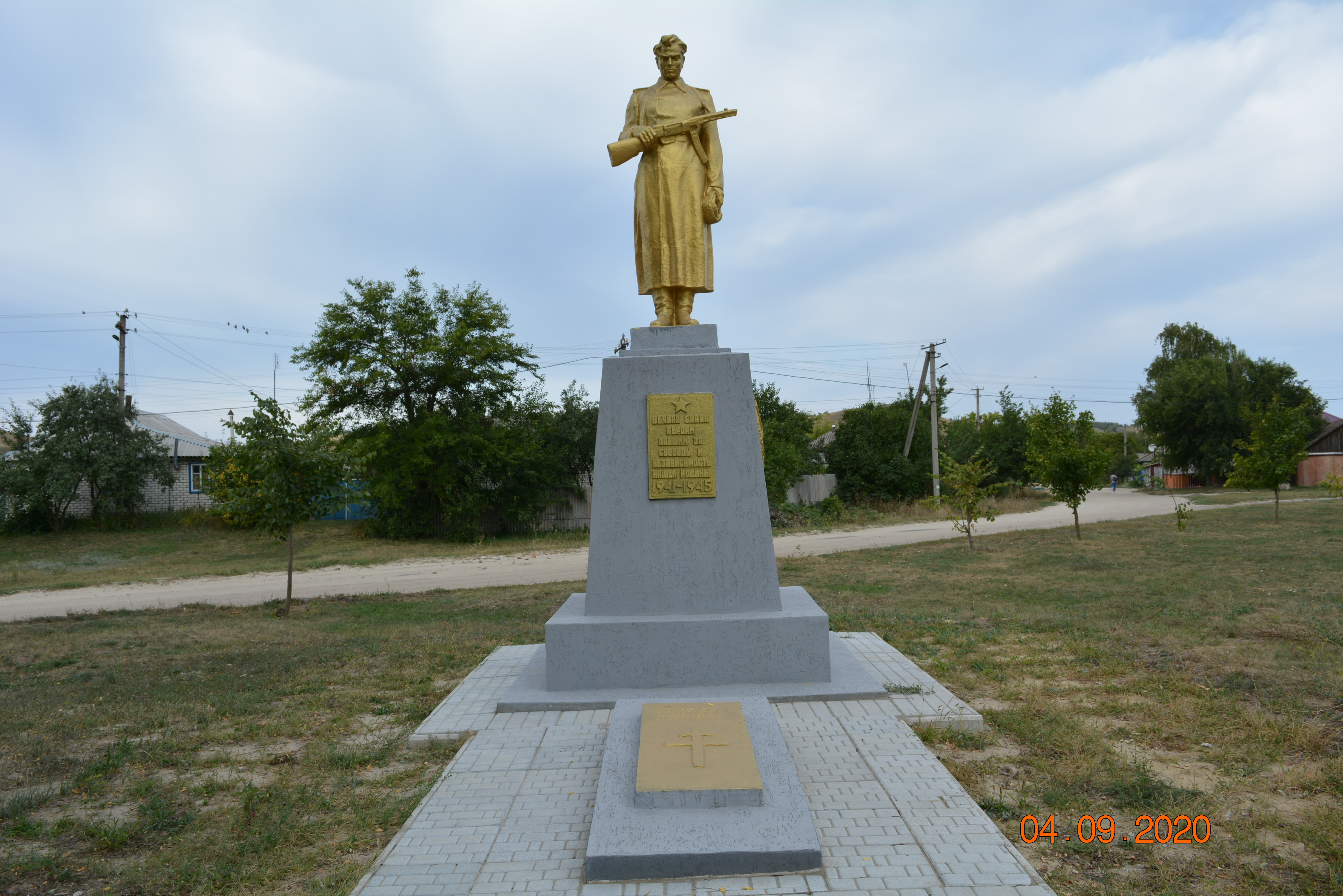
Братська могила радянських воїнів
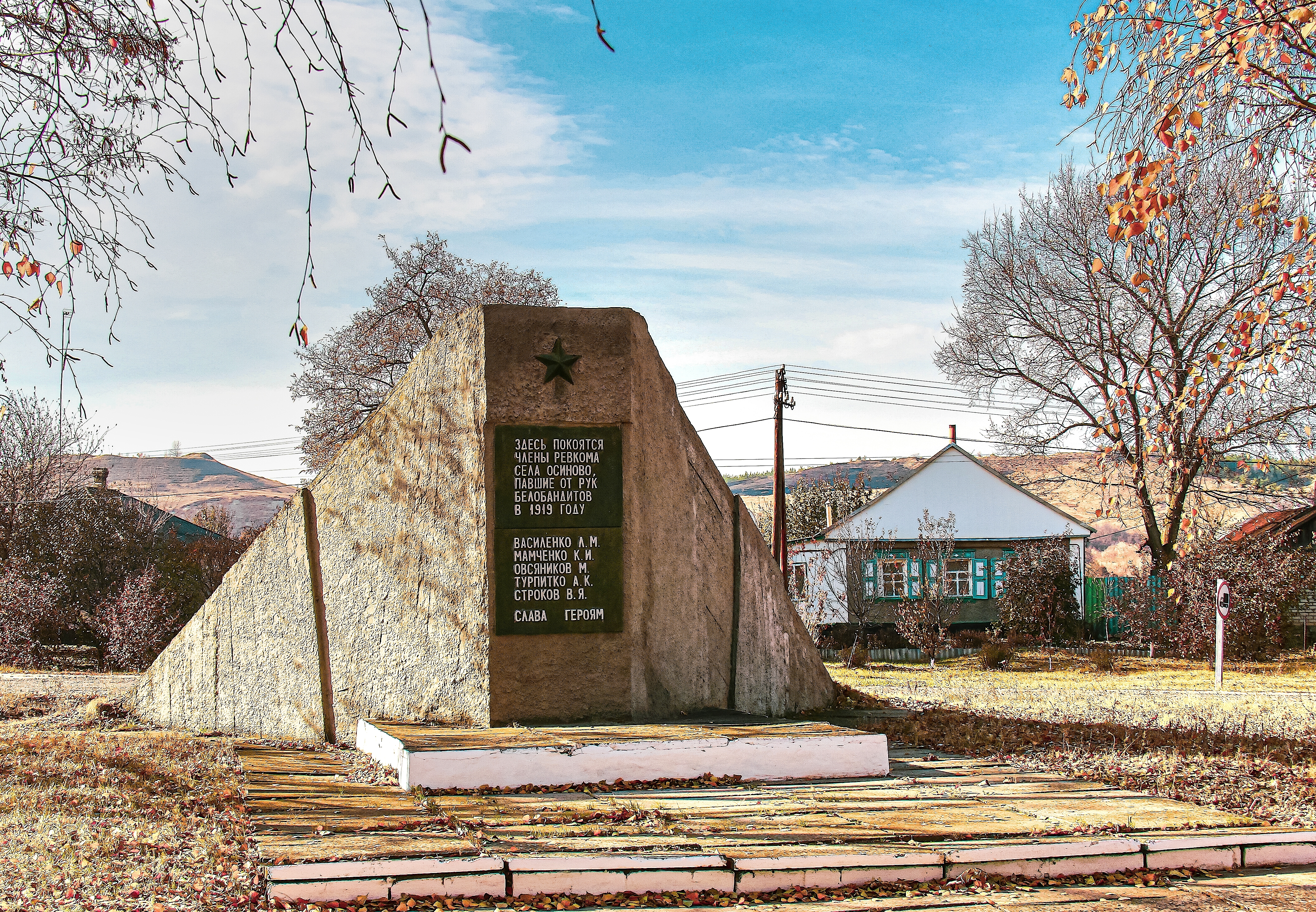
Братська могила борців за встановлення радянської влади
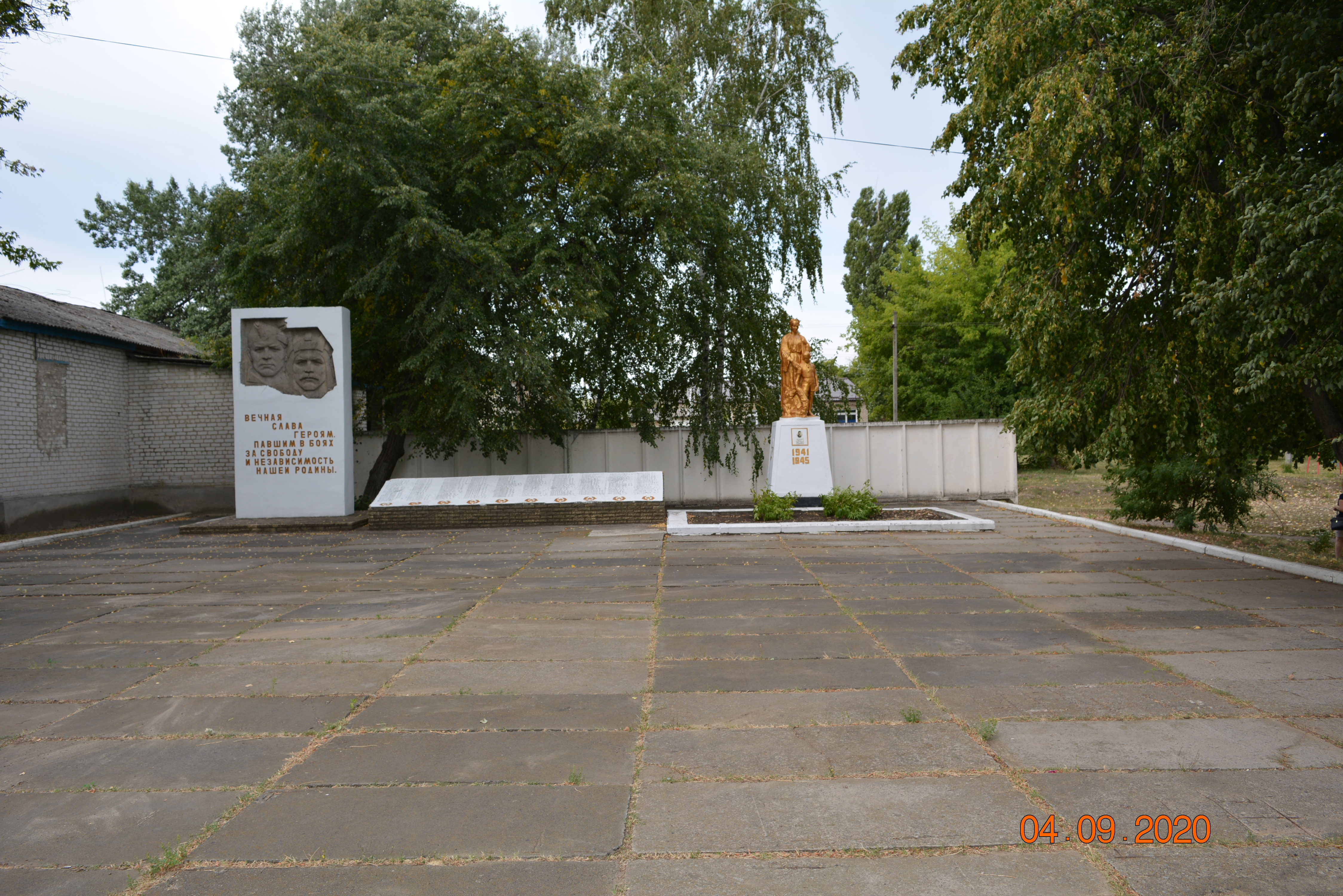
Братська могила радянських воїнів (біля клубу)

## Відомі люди
- Буряків Гриць (Харівська губ., Старобільський пов., Осипівська вол., с. Осипове — н/д) — стрілець 1-ї сотні 47-го куреня 6-ї Стрілецької дивізії Армії УНР.